# Västermo
Västermo är en småort i Eskilstuna kommun, Södermanlands län, och kyrkby i Västermo socken. Orten ligger omkring två kilometer nordväst om Alberga. Vid småortsavgränsningen 2015 hade folkmängden i området minskat till under 50 personer och småorten avregistrerades. Vid avgränsningen 2020 var villkoren uppfyllda och småorten återkom.
I Västermo ligger Västermo kyrka.
Här finns en deltidsbrandstation där en styrkeledare och fyra brandmän har beredskap med 5 minuters anspänningstid. Fordonsparken består av en släckbil, ett fordon för första insatsperson (FIP) och en lastväxlare med vattentank.
Tidigare låg den kommunala grundskolan Västermo skola här. Den lades ned och ersattes av Hammargärdets skola i Alberga.
I Västermo hade Södermanlands länstrafik tidigare en mindre bussdepå varifrån ett antal landsbygdsbussar hade sin utgångspunkt.